# Deutsche Cadre-45/2-Meisterschaft 1931

Veranstaltungsort: Hamburg

Die Deutsche Cadre-45/2-Meisterschaft 1931 war eine Billard-Turnierserie und fand vom 12. bis zum 15. März 1931 in Hamburg zum 13. Mal statt.

## Geschichte
Wieder einmal ungeschlagen gewann Albert Poensgen seinen elften deutschen Meistertitel im Cadre 45/2. Dabei verbesserte er seinen deutschen Rekord in der Höchstserie (HS) auf 219. Der zweimalige Meister Carl Foerster wurde Zweiter. Bei seiner ersten DM im Cadre 45/2 gewann der hochtalentierte 18-jährige Walter Joachim aus Berlin die Bronzemedaille. Platz sechs belegte Ernst Reicher. Der Wiener war zu der Zeit Mitglied des DABB, da es in Österreich immer noch keinen Billardverband gab.

## Turniermodus
Das ganze Turnier wurde im Round-Robin-System bis 400 Punkte ohne Nachstoß gespielt. Bei MP-Gleichstand wurde in folgender Reihenfolge gewertet:
1. MP = Matchpunkte
2. GD = Generaldurchschnitt
3. HS = Höchstserie

## Abschlusstabelle
| MP    | Match Points (Sieger = 2; Unentschieden = 1; Verlierer = 0) |
| Pkte. | Erzielte Karambolagen                                       |
| Aufn. | Benötigte Versuche                                          |
| GD    | Generaldurchschnitt                                         |
| BED   | Bester Einzeldurchschnitt eines Spielers                    |
| HS    | Höchstserie                                                 |
|       | Bester GD des Turniers                                      |
|       | Bester ED des Turniers                                      |
|       | Beste HS des Turniers                                       |
|       | 1. Platz (Gold)                                             |
|       | 2. Platz (Silber)                                           |
|       | 3. Platz (Bronze)                                           |

| Klassement                 | Klassement                | Klassement | Klassement | Klassement | Klassement | Klassement | Klassement |
| Platz                      | Name                      | MP         | Pkte.      | Aufn.      | GD         | BED        | HS         |
| -------------------------- | ------------------------- | ---------- | ---------- | ---------- | ---------- | ---------- | ---------- |
| 1                          | Albert Poensgen (Berlin)  | 14:0       | 2800       | 142        | 19,71      | 26,66      | 219        |
| 2                          | Carl Foerster (Aachen)    | 12:2       | 2508       | 204        | 12,29      | 18,18      | 103        |
| 3                          | Walter Joachim (Berlin)   | 8:6        | 2361       | 224        | 11,43      | 25,00      | 113        |
| 4                          | Alfred Jauch (Hamburg)    | 8:6        | 2392       | 222        | 10,77      | 17,39      | 100        |
| 5                          | Ludwig Meyer (Hamburg)    | 6:8        | 2516       | 200        | 12,58      | 13,79      | 91         |
| 6                          | Ernst Reicher (Wien)      | 4:10       | 1880       | 194        | 9,69       | 20,00      | 77         |
| 7                          | Werner Sorge (Leipzig)    | 4:10       | 2132       | 226        | 9,43       | 10,00      | 94         |
| 8                          | Albert Herbing (Hannover) | 0:14       | 2216       | 221        | 10,02      | –          | 86         |
| Turnierdurchschnitt: 11,63 |                           |            |            |            |            |            |            |